# John Dutton Frost
Il Maggior generale John Dutton (Johnny) Frost, Ordine del Bagno, Distinguished Service Order, Military Cross e Deputy Lieutenant (Pune, 31 dicembre 1912 – Milland, 21 maggio 1993), è stato un ufficiale britannico delle truppe aviotrasportate, noto per essere stato il comandante del piccolo gruppo di paracadutisti che catturò e mantenne il ponte di Arnhem durante l'operazione Market Garden.
Fu uno dei primi ad arruolarsi nell'appena formato Reggimento Paracadutisti nel quale servì con onore in molte operazioni di guerra, che includevano l'azione dei paracadutisti finché non fu ferito e catturato ad Arnhem. Dopo la guerra, la sua carriera nel British Army proseguì fino al congedo nel 1968.

## Biografia
John Frost si arruolò nel British Army il 1º settembre 1932 quando uscì dalla Royal Military Academy Sandhurst con il grado di sottotenente, assegnato al reggimento di fanteria leggera scozzese "Cameronians". Dal 1938 al 1941 Frost lavorò nei coscritti iracheni con il grado di capitano. Si unì al Reggimento Paracadutisti nel 1941.

## Servizio durante la Seconda guerra mondiale

### Operazione Biting

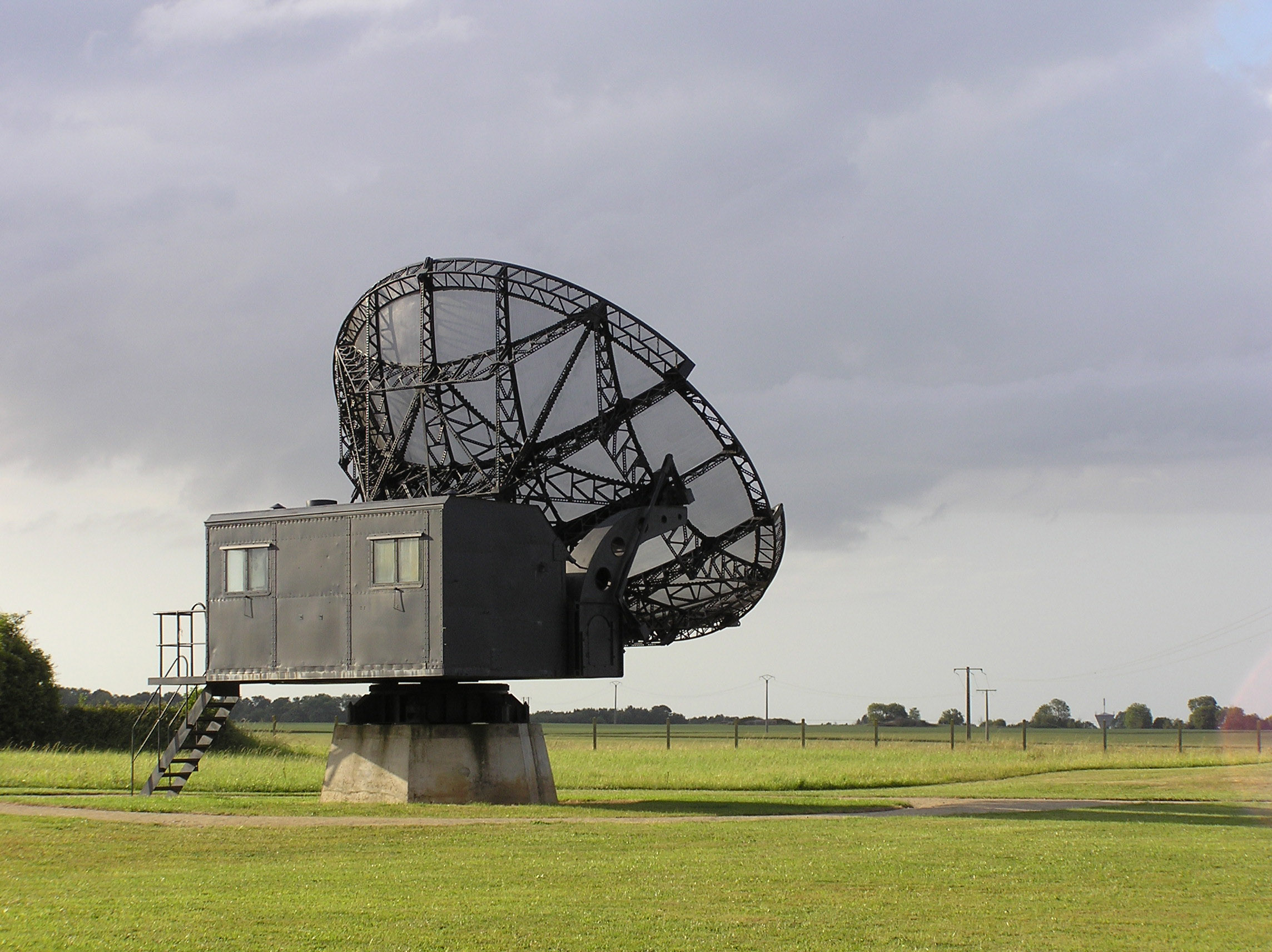
Il radar impiegato dai tedeschi per prevedere l'arrivo dei bombardieri alleati.

Frost si distinse nel corso dell'Operazione Biting, un raid mirato a sabotare il Würzburg, un primitivo radar tedesco. L'obiettivo era di smantellare il disco e portarlo via, assieme agli altri componenti. Quest'azione era solo la seconda a cui prese parte il Reggimento Paracadutisti, all'epoca ancora alle prime armi.
La missione fu affidata alla Compagnia C, comandata dall'allora maggiore Frost. Il 27 febbraio 1942 centoventi uomini furono paracadutati a Saint-Jouin-Bruneval, in Normandia; i paracadutisti incontrarono un'ardua resistenza da parte dei tedeschi, ma riuscirono ugualmente a rubare i componenti del radar e a rapire un tecnico. I britannici persero in tutta l'operazione tre uomini, oltre ad altri sette gravemente feriti. Il primo ministro Winston Churchill lodò l'operazione e assicurò che i paracadutisti avrebbero intrapreso altre missioni.
Per l'Operazione Biting John Frost fu decorato con la Military Cross.

### Operazione Torch
Durante gli sbarchi Alleati in Nord Africa (Operazione Torch), le truppe aviotrasportate britanniche furono dispiegate in Tunisia. Frost, che era stato nel frattempo promosso a tenente colonnello comandante del 2º Battaglione, fu inviato ad attaccare gli aeroporti nemici vicino a Depienne, circa 48 km a sud di Tunisi. Gli aeroporti erano in realtà completamente abbandonati e la colonna corazzata che i paracadutisti avrebbero dovuto incontrare ad Oudna non arrivò mai. Il battaglione di Frost si ritrovò 80 km dietro le linee nemiche: in netta minoranza numerica e continuamente attaccati mentre si ritiravano verso le linee alleate, i paracadutisti persero 16 ufficiali e 250 soldati. In seguito il battaglione continuò a combattere assieme alla I Armata fino a Tunisi.

### Ponte di Primosole
Nel 1943 il battaglione di Frost assieme al resto della 1ª Brigata Paracadutisti fu paracadutato in Sicilia nel corso della più generale Sbarco in Sicilia. I lanci furono estremamente dispersi e gli unici 295 soldati ed ufficiali che raggiunsero il ponte di Primosole si ritrovarono ad affrontare l'intero 4º Reggimento Paracadutisti tedesco ed i camionettisti del 10º Reggimento arditi; il ponte rimase in mano nemica fino all'arrivo delle altre truppe dell'Ottava armata britannica. L'ultima azione di Frost nel teatro italiano, fu lo sbarco a Taranto, nell'ambito dell'Operazione Slapstick.

### Arnhem

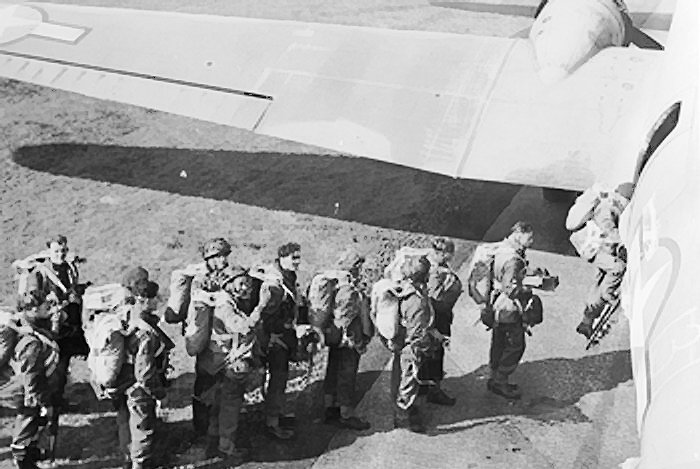
Paracadutisti della 1ª Divisione Aviotrasportata si imbarcano sugli aerei subito prima dell'Operazione Market Garden.

Frost è conosciuto soprattutto per il suo coinvolgimento nella Battaglia di Arnhem durante l'Operazione Market Garden. Durante questa battaglia Frost avrebbe fatto parte dell'avanguardia dell'attacco al ponte di Arnhem da parte della 1ª Divisione Aviotrasportata. Dopo la presa del ponte, l'avanguardia avrebbe dovuto mantenerlo fino all'arrivo del resto dei paracadutisti. Se tutto fosse andato secondo i piani, a difendere per circa due giorni il ponte (il tempo necessario al XXX Corpo d'Armata britannico per raggiungerlo) ci sarebbero dovuti essere circa 9.000 uomini..

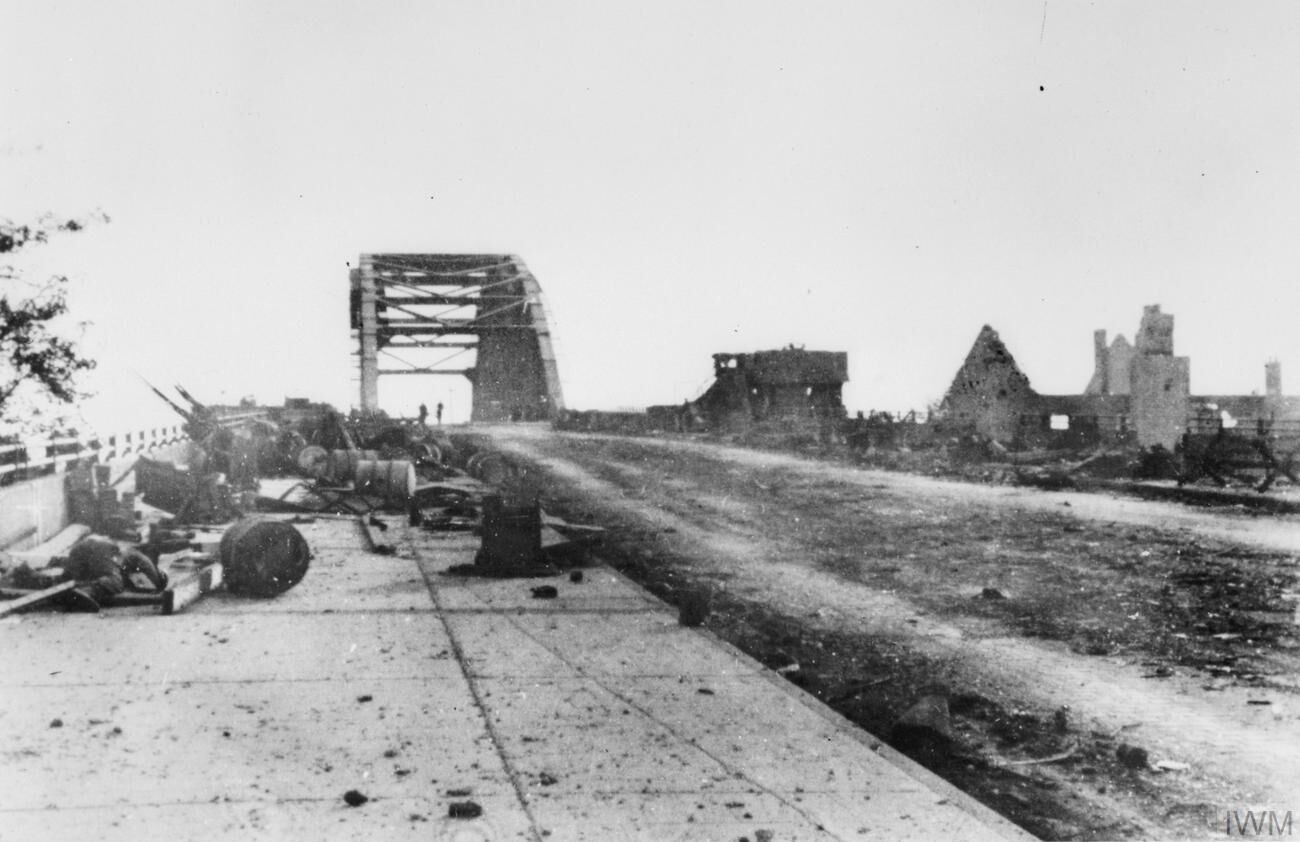
Il ponte di Arnhem subito dopo la resa dei paracadutisti inglesi.

Il 17 settembre 1944, come comandante del 2º Battaglione Paracadutisti, Frost guidò un gruppo di circa 750 soldati armati in modo leggero dall'atterraggio vicino Oosterbeek per poi dirigersi ad Arnhem.. Il battaglione raggiunse l'estremità settentrionale del ponte e la conquistò. Frost si accorse solo allora di essere circondato dal II.SS-Panzerkorps tedesco che lo aveva completamente tagliato fuori dal resto della 1ª Divisione Aviotrasportata.
Frost per quattro giorni diede battaglia ai tedeschi che continuavano a bombardare con l'artiglieria i britannici, attaccando con carri armati e fanteria in continui contrattacchi. Frost, ferito ad un piede, rifiutò ogni proposta di resa. Durante la battaglia, estremamente cruenta, non ci fu nessuna pietà da ambo i lati, tranne per una breve tregua il terzo giorno che permise di portare via circa 250 feriti. I pochi paracadutisti rimasti (un centinaio) si arresero solo quando esaurirono le munizioni.
Dopo la sua cattura, Frost fu internato come prigioniero di guerra a Spangenberg e in seguito in un ospedale a Obermassfeldt. Fu liberato dalle truppe americane nel marzo 1945 e il 20 settembre 1945 fu decorato con una medaglia all'Distinguished Service Order per la sua capacità di comando ad Arnhem..

### Dopo la Seconda guerra mondiale
Frost rimase nel British Army dopo la guerra. Fu promosso temporaneamente a maggior generale l'11 ottobre 1961 e promosso comandante della 52ª Divisione di Fanteria. Al momento del suo congedo dall'esercito nel 1968, Frost era stato promosso permanentemente a maggior generale e oltre alle decorazioni ricevute in guerra, fu decorato con l'Ordine del Bagno ed era stato fatto Grande Ufficiale del Sovrano militare ordine di Malta. Nel 1982 Frost fu designato luogotenente vicario della contea del West Sussex.
John Dutton Frost morì il 21 maggio 1993 all'età di ottant'anni e fu sepolto al Milland Cemetery, West Sussex.

## Curiosità
- Il ponte di Arnhem, che Frost difese strenuamente durante la Seconda guerra mondiale, gli è stato in seguito dedicato.
- Le azioni militari di Frost, sono stati il soggetto di alcuni film di guerra come Berretti rossi e Quell'ultimo ponte.

## Opere proprie
Dopo il suo congedo, Frost scrisse tre libri:
- 1980: A Drop Too Many - autobiografia(parte 1)
- 1983: 2 PARA Falklands: The Battalion At War
- 1991: Nearly There - autobiografia (parte 2)